# Dark Necessities
Dark Necessities  — перший сингл американського гурту Red Hot Chili Peppers із альбому The Getaway. Гурт анонсував появу синглу 2 травня у своєму Twitter акаунті та презентував три дні по тому, 5 травня 2016 року. Попереднє замовлення альбому The Getaway відкрито на офіційному сайті гурту
Перше живе виконання композиції відбулось 22 травня 2016 року на фестивалі Rock on the Range у місті Колумбус (Огайо).
17 червня 2016 на офіційному YouTube каналі гурту відбулась презентація відео на дану композицію.

## Учасники запису
- Ентоні Кідіс — вокал;
- Флі — бас-гітара, клавішні;
- Джош Клінггоффер — гітара, бек-вокал
- Чед Сміт — ударні, перкусія